# Empire Field
O Empire Field foi um estádio temporário de futebol e futebol americano construído no Hastings Park em Vancouver no Canadá, foi construído para ser a sede temporária dos times do BC Lions e do Vancouver Whitecaps durante a reforma do BC Place.
O estádio foi construído pelo Nussli Group em pouco mais de 3 meses ao custo de 14,4 milhões de dólares, contando com a capacidade de 27.528 lugares, 12 camarotes e campo artificial, a estrutura foi removida em dezembro de 2011 e agora o local está em desuso.

## História

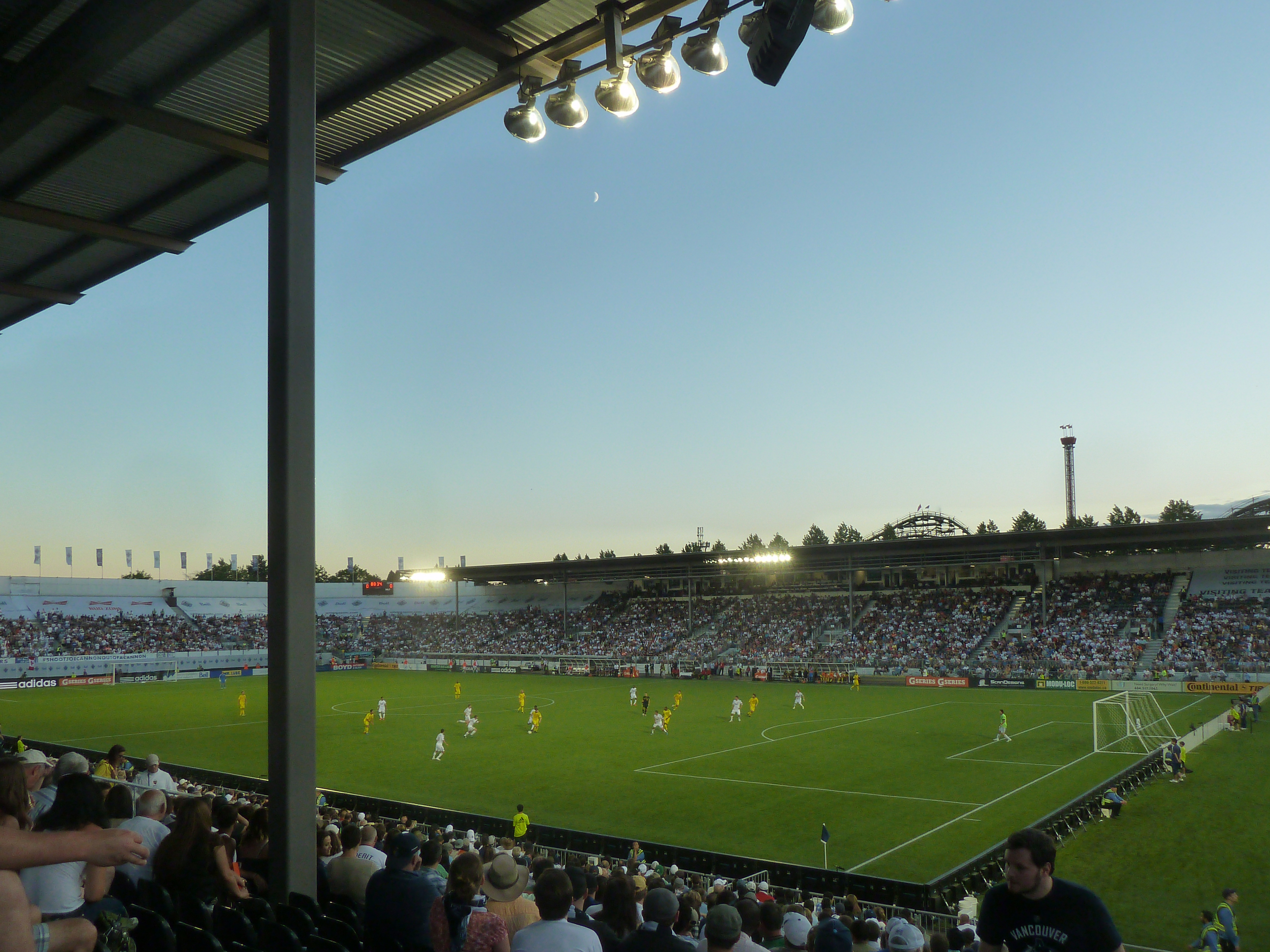
Partida da MLS no Empire Field.

O estádio foi construído no mesmo local do Empire Stadium, constuído para os Jogos da Commonwealth de 1954 com capacidade para 32,375 espectadores foi a casa do BC Lions entre 1954 e 1982 e pelo Vancouver Whitecaps entre 1974 e 1982 que se mudaram para o BC Place a partir de 1983, o estádio foi demolido e transformado em um parque comunitário.
Em 2007 com os planos de reforma do BC Place para a construção de um teto retrátil, a administradora BC Pavillion Corporation assumiu a construção de um estádio temporário para acomodar os jogos das duas equipes, o custo total da obra de reforma com o do estádio temporáro foi de $ 458 milhões. O contrato de construção do estádio temporário foi assinado com o Nussli Group da Suíça, empresa especializada no ramo.
O jogo inaugural foi entre o BC Lions e o Edmonton Eskimos, numa derrota dos mandantes por 36–32. Em 2010 o time jogou 1 jogo de pré-temporada e 9 de temporada regular no estádio com uma média de 24.327 espectadores por jogo, em 2011 o time jogou 1 jogo de pré-temporada e 5 de temporada regular com média de 24.297 espectadores por jogo, mesmo assim a média ainda estava abaixo do 36.509 do BC Place. O último jogo foi entre o BC Lions e o Toronto Argonauts.
O Vancouver Whitecaps jogou em 2010 a sua última temporada na USSF, em 2011 começou a jogar a MLS numa vitória por 4-2 contra o Toronto FC, o time jogou 13 jogos da MLS no estádio, além de 2 jogos do Campeonato Canadense de Futebol e um amistoso contra o Manchester City, o último jogo foi uma derrota contra o Seattle Sounders, a média de público foi de 20.577 na MLS, uma média maior que a do BC Place que foi de 19,850.
O estádio também foi palco de um show de Brian Adams e os The Beach Boys em 21 de agosto de 2010.

## Especificações

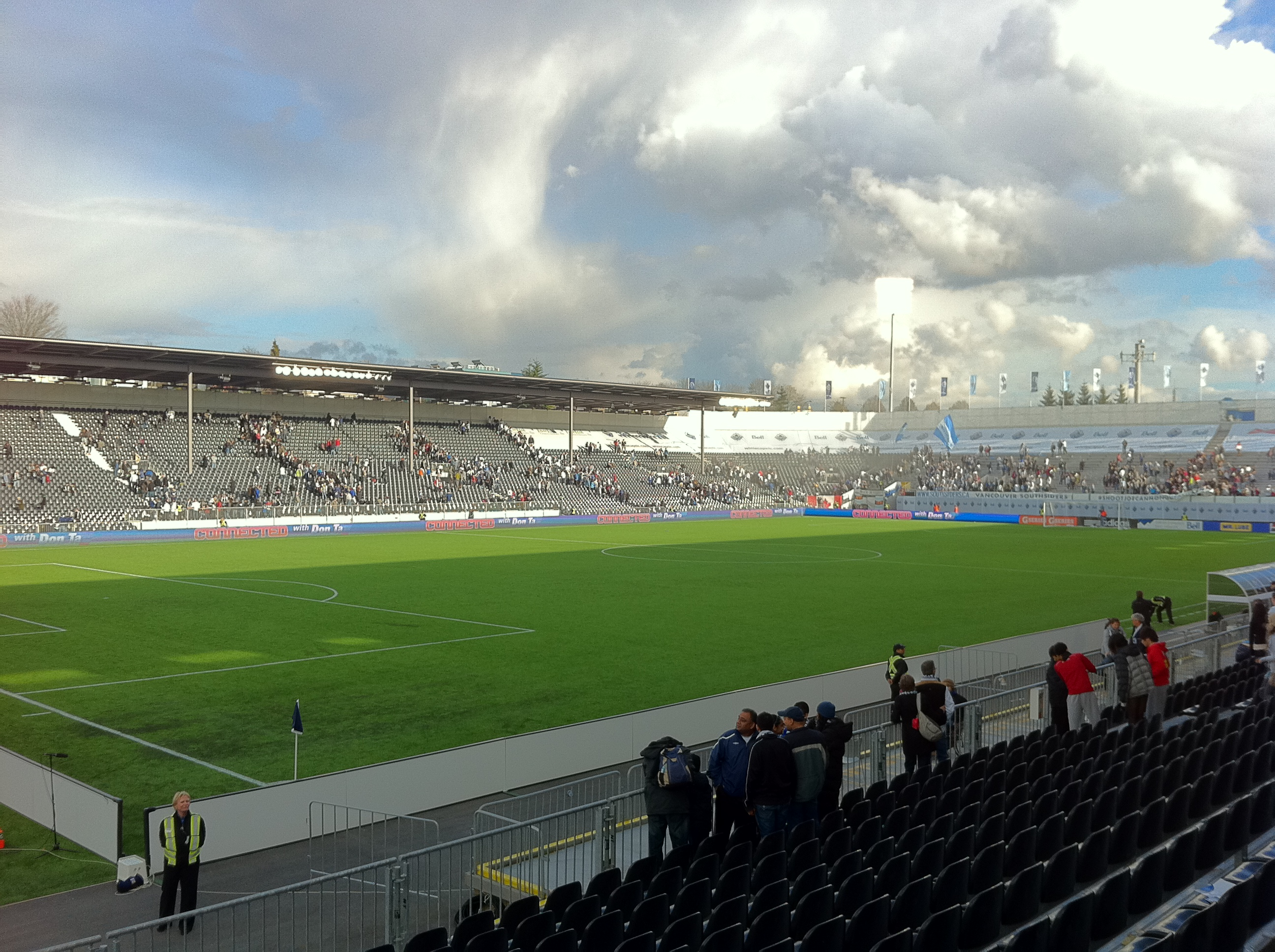
Empire Field quase vazio.

O estádio tinha capacidade para 27.528 espectadores, sendo 20 mil deles cobertos, contava com 12 camarotes, uma área VIP, sala de imprensa, revestimento externo, campo artificial, trailers foram usados como vestiários, foi feito pelo Nussli Group utilizando seu sistema NT grandstand system que pode ser reaproveitado, a construção foi feita em 111 dias, com aproximadamente 2.600 toneladas de material e custou $ 14,4 milhões. Causou grande repercussão, pois um estádio permanente na mesma configuração custaria em torno de $ 200 milhões.